# 伊朗香料

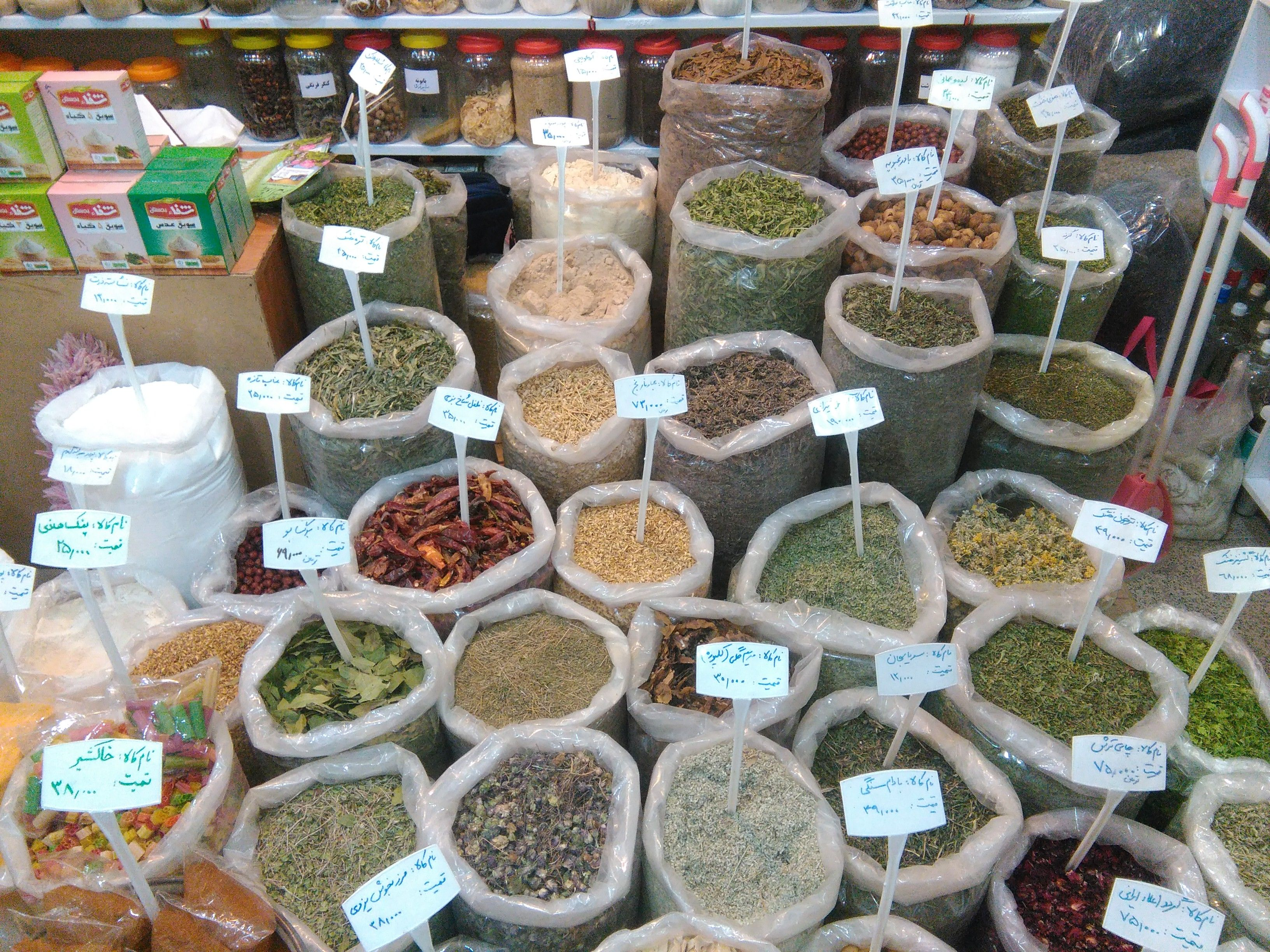
伊朗香料市场

伊朗香料（波斯語：‎，意为“香料”)是伊朗饮食中常见的混合香辛料，用于米饭、鸡肉以及豆制品的作料。 虽然其具体成分从波斯湾到里海差异明显，但一般常见的有两种：一种含有姜黄、肉桂、豆蔻、丁香、玫瑰花瓣；另一种含有花蕾、孜然和生姜。人们有时还会在伊朗香料里加入波斯豕草，藏红花，肉豆蔻，黑胡椒，肉豆蔻皮，香菜，或芝麻等物。